# NGC 4139
NGC 4139 é uma galáxia lenticular (S0) localizada na direcção da constelação de Virgo. Possui uma declinação de +01° 48' 05" e uma ascensão recta de 12 horas, 04 minutos e 34,0 segundos.
A galáxia NGC 4139 foi descoberta em 10 de Agosto de 1863 por Heinrich Louis d'Arrest.